# Aedes stramineus
Aedes stramineus är en tvåvingeart som beskrevs av Dubitzky 1970. Aedes stramineus ingår i släktet Aedes och familjen stickmyggor. Inga underarter finns listade i Catalogue of Life.